# Unicodeblock Variantenselektoren
Der Unicodeblock Variantenselektoren (engl. Variation Selectors, U+FE00 bis U+FE0F) enthält 16 Variantenselektoren (Steuerzeichen), die benutzt werden können, um alternative Varianten eines bestimmten Zeichens, für die keine eigenen Codepunkte vorgesehen sind, zu benutzen. Weitere 240 Variantenselektoren finden sich im Unicodeblock Variantenselektoren, Ergänzung. Der Unicodeblock Mongolisch enthält drei weitere Variantenselektoren für den Gebrauch im Mongolischen.

## Verwendung
Der korrekte Gebrauch der Zeichen dieses Blockes ergibt sich einerseits aus dem Unicode Technical Standard #37 (UTS #37), genauer aus der Ideographic Variation Database (IVD), und andererseits aus der Unicode Character Database (UCD).
Variantenselektoren werden dem zu ändernden Basiszeichen nachgestellt. Anwendungen, die Variantenselektoren unterstützen, stellen das einzeln stehende Basiszeichen anders dar als die Sequenz aus Basiszeichen und Variantenselektor. Beispiel: Steht das Zeichen ≨ (U+2268, LESS-THAN BUT NOT EQUAL TO) alleine, so ist der Strich durch das Gleichheitszeichen schräg; folgt aber unmittelbar der Variantenselektor 1 (U+FE00), so wird der Strich senkrecht dargestellt: ≨︀ (U+2268 U+FE00). Neben der Anwendung selbst muss auch die verwendete Schriftart die Darstellung der verschiedenen Varianten unterstützen; falls nicht, bleiben die Variantenselektoren ohne sichtbare Auswirkung. Dasselbe gilt für diejenigen Sequenzen, die nicht standardisiert sind, also weder in IVD noch in UCD enthalten sind.
In Unicode 6.3 sind Sequenzen definiert für 27724 CJK-Zeichen (allerdings mit Variantenselektoren aus dem Unicodeblock Variantenselektoren, Ergänzung), 23 mathematische Zeichen (15 aus dem Unicodeblock Mathematische Operatoren, 8 aus dem Unicodeblock Zusätzliche Mathematische Operatoren, alle mit U+FE00), 6 Phagspa-Buchstaben (alle mit U+FE00), 64 mongolische Buchstaben (mit den drei mongolischen Variantenselektoren) und 214 Emojis (U+FE0E für Text-Stil, U+FE0F für Emoji-Stil). Die meisten Variantenselektoren dieses Blocks sind derzeit also ungenutzt.

### Beispiel
| Unicode       | Aussehen | Bemerkungen                                           |
| ------------- | -------- | ----------------------------------------------------- |
| U+2693        | ⚓       | Ankerzeichen (ohne Variantenselektor)                 |
| U+2693 U+FE0E | ⚓︎       | Ankerzeichen (mit Variantenselektor "Text style")     |
| U+2693 U+FE0F | ⚓️       | Ankerzeichen (mit Variantenselektor "Emoji style")    |
| U+0030        | 0        | Ziffer 0 (Grundform)                                  |
| U+0030 U+FE00 | 0︀        | Ziffer 0 mit diagonalem Strich                        |
| U+212C        | ℬ        | Schreibschrift Großbuchstabe B (Grundform)            |
| U+212C U+FE00 | ℬ︀        | Schreibschrift Großbuchstabe B – Variante "Chancery"  |
| U+212C U+FE01 | ℬ︁        | Schreibschrift Großbuchstabe B – Variante "Roundhand" |

Siehe auch: Unicodeblock Verschiedene Symbole mit Variante "Text style"

## Tabelle
Alle Zeichen haben die allgemeine Kategorie und die bidirektionale Klasse "Markierung ohne Extrabreite". Anstelle des ausgeschriebenen Namens ist auch die Abkürzung (VS-1 usw.) gebräuchlich.
| Unicodenummer  | Zeichen (400 %) | Offizielle Bezeichnung | Beschreibung         |
| -------------- | --------------- | ---------------------- | -------------------- |
| U+FE00 (65024) | ︀                | VARIATION SELECTOR-1   | Variantenselektor 1  |
| U+FE01 (65025) | ︁                | VARIATION SELECTOR-2   | Variantenselektor 2  |
| U+FE02 (65026) | ︂                | VARIATION SELECTOR-3   | Variantenselektor 3  |
| U+FE03 (65027) | ︃                | VARIATION SELECTOR-4   | Variantenselektor 4  |
| U+FE04 (65028) | ︄                | VARIATION SELECTOR-5   | Variantenselektor 5  |
| U+FE05 (65029) | ︅                | VARIATION SELECTOR-6   | Variantenselektor 6  |
| U+FE06 (65030) | ︆                | VARIATION SELECTOR-7   | Variantenselektor 7  |
| U+FE07 (65031) | ︇                | VARIATION SELECTOR-8   | Variantenselektor 8  |
| U+FE08 (65032) | ︈                | VARIATION SELECTOR-9   | Variantenselektor 9  |
| U+FE09 (65033) | ︉                | VARIATION SELECTOR-10  | Variantenselektor 10 |
| U+FE0A (65034) | ︊                | VARIATION SELECTOR-11  | Variantenselektor 11 |
| U+FE0B (65035) | ︋                | VARIATION SELECTOR-12  | Variantenselektor 12 |
| U+FE0C (65036) | ︌                | VARIATION SELECTOR-13  | Variantenselektor 13 |
| U+FE0D (65037) | ︍                | VARIATION SELECTOR-14  | Variantenselektor 14 |
| U+FE0E (65038) | ︎                | VARIATION SELECTOR-15  | Variantenselektor 15 |
| U+FE0F (65039) | ️                | VARIATION SELECTOR-16  | Variantenselektor 16 |